# Cecilia Bellido
Silvana Cecilia Bellido Ávila (San Miguel de Tucumán, 14 de enero de 1979) es una periodista, abogada, presentadora de televisión y locutora de radio argentino-boliviana. Desde 1998 trabaja en la cadena televisiva Red UNO como presentadora de noticias.
El 22 de mayo de 2015 asumió la conducción del programa nocturno Que No Me Pierda (QNMP) en reemplazo del periodista Enrique Salazar. Su figura pasó a la fama al entrar en contacto a nivel nacional con el periodista César Galindo en La Paz.

## Biografía
Cecilia es hija de padre boliviano y madre argentina. En 1986, a sus 7 años de edad, sus padres se trasladaron a vivir a Santa Cruz de la Sierra, Bolivia. En 1990, siendo aún una niña con apenas 11 años, su familia vivió un quiebre   ante el alejamiento de su papá, lo que precipitó la responsabilidad en ella para ayudar a su mamá, que quedó a cargo de sus tres hijos.
Debido a la situación que atravesaban, su familia comenzó a pasar momentos muy duros en lo económico, por lo que su madre tuvo que empezar a trabajar para salir adelante. En 1994, a sus 15 años, Cecilia también empezó a trabajar, para ayudar a su familia y sacar adelante a sus hermanos menores. Cabe mencionar que ese mismo año, empezó a trabajar como locutora de radio.
En 1995, pasó a trabajar en la televisión en el canal "Galavisión" dando coberturas a nivel regional. 
En 1998, a sus 19 años de edad, Cecilia ingresa a trabajar a la cadena televisiva Red UNO. Bellido fue madre muy joven ya que ese mismo año se embarazo de su primer hijo (Mariano) que nacería al año siguiente (1999). Cecilia tuvo que salir adelante con su pequeño hijo apoyada en su familia, su mamá Martha Ávila y sus hermanos Carolina y Federico,  se convertirían en su sostén emocional más fuerte, respaldando su crecimiento en la televisión a medida que pasaban los años. Ingresó a estudiar  la carrera de derecho de la Universidad Privada de Santa Cruz de la Sierra (UPSA) graduándose como abogada años después. 
En 2009, ya a sus 30 años de edad, Cecilia contraería matrimonio con el arquitecto Rubén Paz. En 2010 se embarazó de su segundo hijo (Ruben Dario Paz) el cual nacería en el mes de febrero de 2011. 
Hoy Cecilia está felizmente casada y es madre de dos hijos. Trabaja no solo en TV, sino también en la Radio, donde tiene una trayectoria ininterrumpida de 22 años,
con una producción propia y en conjunto con su familia.
En enero del 2023 se conoció la noticia que Cecilia se encuentra embarazada por tercera vez.

### Que No Me Pierda
Debido al acalorado debate que hubo entre el periodista Enrique Salazar con la ministra de comunicación de Bolivia de ese entonces Marianela Paco, Cecilia Bellido asumiría el 22 de mayo de 2015 la conducción del programa nocturno "Que No Me Pierda (QNMP)" en reemplazo de Enrique Salazar. El programa entra en contacto a nivel nacional junto al periodista César Galindo.